# L'italiana in Algeri
L'italiana in Algeri (em português: A italiana em Argel), é uma ópera de Gioachino Rossini, drama jocoso em dois atos, com o libreto em italiano de Angelo Anelli. Estreou no Teatro San Benedetto, de Veneza, em 22 de maio de 1813.

## Sinopse
A ópera narra a história de uma bela prisioneira que, vestida em estilo imperial, mas com calças largas para parecer mais árabe, foi sequestrada por terríveis berberes. Ela está tranquila, pois sabe que, graças à sua beleza, pode fazer com eles o que quiser.

## Sobre a música
A música revela uma poesia e uma graça que parecem pouco prováveis em um jovem já não é um principiante, mas um sábio compositor teatral.
Nesta música há uma pequena armadilha, a inclusão de uma canção patriótica muito conhecida e apreciada na época, "Pensa alla´pátria", que tornou a ópera extraordinariamente popular, estando quase presente em quase todos os repertórios dos grandes teatros.
Frei José de Santa Cecília inspirou-se na música para compor a melodia do hino estadual sergipano, em 1836.